# 효천초등학교 (경기)
효천초등학교(孝泉初等學校)는 대한민국 경기도 수원시 장안구에 있는 공립 초등학교이다.

## 학교 연혁
- 2001년 9월 1일 : 개교
- 2001년 9월 1일 : 제1대 김정현 교장 취임
- 2005년 3월 2일 : 제2대 정선기 교장 취임
- 2007년 9월 1일 : 제3대 이진무 교장 취임
- 2010년 9월 1일 : 제4대 조창선 교장 취임
- 2014년 3월 2일 : 제5대 송재석 교장 취임
- 2016년 3월 1일 : 제6대 송왕룡 교장 취임
- 2020년 3월 1일  : 제7대 이계자 교장 취임

## 학교상징
- 교목 : 주목
- 교화 : 철쭉

## 참고 자료
- 효천초등학교 - 한국교육학술정보원 학교알리미